# Fort Charnisay
Le fort Charnisay, officiellement le lieu historique national du Canada Fort-Charnisay, est un lieu historique national situé à Saint-Jean, au Nouveau-Brunswick (Canada). Il est situé vis-à-vis le poste de péage du pont du Havre, sur la rive droite (ouest) du fleuve Saint-Jean.

## Histoire

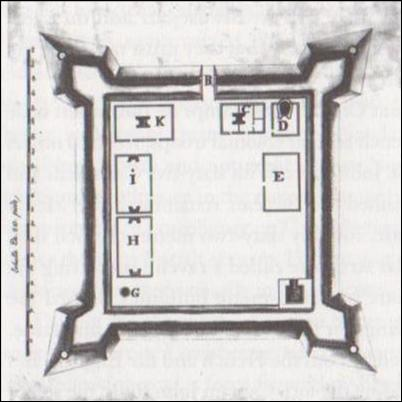
Plan du fort Ménagouèche.

En 1631, Charles de Saint-Étienne de La Tour construit le fort Sainte-Marie, ou fort La Tour, sur la rive est du fleuve. La Tour conteste en 1632 la nomination de Charles de Menou d'Aulnay, sieur de Charnisay, comme lieutenant-colonel du roi en Acadie. D'Aulnay détruit le fort Sainte-Marie en 1635. D'Aulnay construit ensuite le fort Charnisay, un poste de traite fortifié en bois, en 1645 sur la rive ouest du fleuve. 
Selon William Francis Ganong, il est très probable que le fort Martignon est construit après 1672 par Martin d'Aprendestiguy sur le site du fort Charnisay.
Le gouverneur De Villebon y construit le fort Saint-Jean en 1698 pour protéger la population acadienne des Britanniques. Considérant l'emplacement défensif et l'approvisionnement en eau inadéquat, le gouverneur Jacques-François Monbeton Brouillan de Saint-André démolit le fort en 1700 et s'installe à Port-Royal.
Le fort Ménagouèche est toutefois aménagé sur le site par Charles Deschamps de Boishébert en 1749, toujours pour protéger l'entrée du fleuve des Britanniques. En 1755, au début de la Déportation des Acadiens, durant la guerre de la Conquête, Boishébert incendie le fort et fuit à l'arrivée des Britanniques.
Le lieutenant-colonel britannique Robert Monckton reconstruit le fort en 1758 mais lui donne le nom de Fort Frederick (Acadie). Le fort est fortement endommagé lors d'une inondation du 3 au 4 novembre 1759. Il détruit en 1775 par des corsaires américains durant la guerre d'indépendance américaine. Il est toutefois reconstruit une dernière fois pour protéger la ville lors de la guerre de 1812.
Durant la première moitié du XXe siècle, le lieu est utilisé à des fins industrielles. En 1968, il laisse place au poste de péage du pont du Havre.
Le site du fort est désigné lieu historique national du Canada le 25 mai 1923.
La Commission des lieux et monuments historiques du Canada a installé un cairn et une plaque commémorative à 400 mètres au sud, sur la rue Market Place.